# Naturschutzgebiet Schatthangwald Egge
Das Naturschutzgebiet Schatthangwald Egge mit einer Flächengröße von 9,3 ha liegt nordöstlich von Oeventrop im Stadtgebiet von Arnsberg im Hochsauerlandkreis. Es wurde 2021 mit dem Landschaftsplan Arnsberg durch den Kreistag des Hochsauerlandkreises als Naturschutzgebiet (NSG) ausgewiesen. Von 1998 bis 2021 war das heutige NSG Teil vom Landschaftsschutzgebiet Arnsberg. Das NSG grenzt östlich direkt an die Obere Ruhrtalbahn.

## Beschreibung
Das NSG umfasst einen alten und totholzreichen Eichenbuchenwald an einem steilen Nordhang des Ruhrtales. Zum NSG gehört teilweise ein verlandetes Gewässer zwischen Hang und Bahntrasse. 
Der Landschaftsplan führt zum NSG aus: „Prägend für das Gebiet ist der dichte Baumbestand, der eine insgesamt nur spärliche Strauch- und Krautschicht zulässt, die nur fleckenhaft und am Unterhang dichter ist. Eine Besonderheit ist das auffällige Vorkommen von stehendem und liegendem Totholz in allen Zerfallsphasen.“
Der Landschaftsplan umfasst das zusätzliche Gebot, Totholz bis zum endgültigen Zerfall zu erhalten. Unberührt vom Gebot bleiben Maßnahmen der Verkehrssicherung am Hang.

## Spezielle Schutzzwecke für das NSG
Laut Landschaftsplan erfolgte die Ausweisung zum:
- „Schutz und Erhaltung eines naturnahen, besonders struktur- und artenreichen Laubwaldkomplexes mit Stillgewässer.“
- „Das NSG dient auch der nachhaltigen Sicherung von FFH-Lebensraumtypen außerhalb von FFH-Gebieten und von Vorkommen seltener Tierarten.“[1]